# Martine Aubry
Martine Aubry (născută Delors; n. 8 august 1950, Paris, Franța) este o înaltă funcționară și politiciană franceză.
Fiica omului politic Jacques Delors, a devenit administratoare civilă după studii la ENA. A aderat la Partidul Socialist (PS) în 1974 și a lucrat în mai multe cabinete ministeriale după venirea stângii la putere în 1981.
A fost ministră a Muncii, Ocupării Forței de Muncă și Formării Profesionale între 1991 și 1993, apoi ministră a Ocupării Forței de Muncă și Solidarității între 1997 și 2000. În această calitate, în guvernul Jospin, a pus în aplicare reforma săptămânii de lucru de 35 de ore, a instituit asigurarea universală de sănătate (CMU) și a lansat programul de locuri de muncă pentru tineri.
Stabilită în Nord, a fost prim-adjunctă a primarului orașului Lille începând din 1995, primăriță a acestui oraș începând din 2001 și președintă a comunității urbane între 2008 și 2014. A fost aleasă deputată a celei de-a 5-a circumscripții din Nord în 1997, dar a demisionat pentru a face parte din guvern; a eșuat în tentativa de a redeveni deputată în 2002.
La congresul de la Reims din 2008, a fost aleasă la limită prim-secretar al Partidului Socialist, în fața lui Ségolène Royal, devenind prima femeie care a exercitat această funcție. În perspectiva alegerilor prezidențiale din 2012, s-a prezentat la alegerile primare cetățenești din 2011, pe care le-a pierdut în turul al doilea în fața lui François Hollande. După ce acesta a ajuns președinte al Republicii, ea a părăsit conducerea Partidului Socialist.
A fost constant realesă primar al orașului Lille, înainte să-și anunțe demisia în 2025, după douăzeci și patru de ani de mandat.

## Situația personală

### Origini
Născută la 8 august 1950 în arondismentul 17 din Paris, Martine Louise Marie Delors a fost fiica lui Jacques Delors (1925-2023), ai cărui părinți proveneau din Corrèze și Cantal, el fiind ministru al Finanțelor între 1981 și 1985 și președinte al Comisiei Europene între 1985 și 1995, și a lui Marie Lephaille (1923-2020), a cărei familie provenea din Soule (Țara Bascilor).
Martine Aubry are un frate mai mic, Jean-Paul Delors (1953–1982), jurnalist, decedat din cauza unei leucemii la vârsta de 29 de ani.

### Formare
Școlită în învățământul privat catolic, apoi în cel public, la liceul Notre-Dame-des-Oiseaux și la liceul Paul-Valéry din Paris, ea intenționa mai întâi să susțină concursul pentru postul de secretară la Banca Franței, înainte de a obține o diplomă de licență în științe economice la Universitatea Paris II Panthéon-Assas și un certificat al Institutului de științe sociale ale muncii. De asemenea, a absolvit Științe Politice Paris în 1972.
A fost elevă la Școala Națională de Administrație între 1973 și 1975 și a făcut astfel parte din promoția Léon Blum.

### Carieră profesională
Ea a absolvit ENA și a devenit administrator civil la Ministerul Muncii. La fel ca tatăl ei, a fost membră a sindicatului Confederația Franceză Democrată a Muncii (CFDT) și a predat la ENA în 1978. Între 1980 și 1981 a fost detașată la Consiliul de Stat.
După alegerea lui François Mitterrand ca președinte al Republicii în 1981, ea a ocupat diverse funcții în ministerele Muncii și Afacerilor Sociale.
Fiind directoare adjunctă a cabinetului lui Jean Auroux, a participat la redactarea legilor Auroux, care reglementau relațiile în lumea muncii și care i-au adus de atunci o reputație de femeie competentă.
Ulterior, fiind însărcinată cu o misiune pe lângă ministrul Afacerilor Sociale și Solidarității Naționale, Pierre Bérégovoy, apoi directoare a relațiilor de muncă la Ministerul Muncii, Ocupării Forței de Muncă și Formării Profesionale, ea și-a păstrat funcțiile după victoria dreptei la alegerile legislative din 1986: Philippe Séguin a menținut-o în postul său timp de un an și jumătate, în ciuda reticențelor RPR.
Ulterior, a fost numită maestru al cererilor (maître des requêtes) pe tură externă la Consiliul de Stat.
Între 1989 și 1991, ea a lucrat în cadrul grupului industrial metalurgic Pechiney și a devenit directoarea adjunctă a industrialului Jean Gandois, viitor președinte al CNPF, cu care a legat o prietenie. Fiind însărcinată cu sectorul nuclear, a participat la deschiderea unei uzine la Dunkerque și la închiderea uzinei de aluminiu de la Noguères (Pyrénées-Atlantiques).

### Viața privată
La 6 octombrie 1973, Martine Delors l-a luat de soț pe Xavier Aubry, expert contabil și auditor financiar, pe care l-a cunoscut la Sciences Po Paris în 1970. Acesta a devenit președintele tribunalului comercial din Versailles și ulterior unul dintre liderii firmei PricewaterhouseCoopers. Împreună au o fiică, Clémentine, născută în 1978, care a fost administratoare a auditoriumului Muzeului Luvru și apoi a teatrului Bouffes-du-Nord. Aceasta este căsătorită cu Édouard Fouré Caul-Futy, musicolog, cu care are doi copii.
La 20 martie 2004, ea s-a căsătorit cu avocatul lillois Jean-Louis Brochen, decan al Baroului din Lille și adjunct al primarului responsabil cu Cultura în oraș. Ea continuă să folosească, în plan profesional, numele primului său soț.

## Carieră politică

### Membru al guvernelor Cresson, Bérégovoy și Jospin

#### Ministru al Muncii (1991-1993)

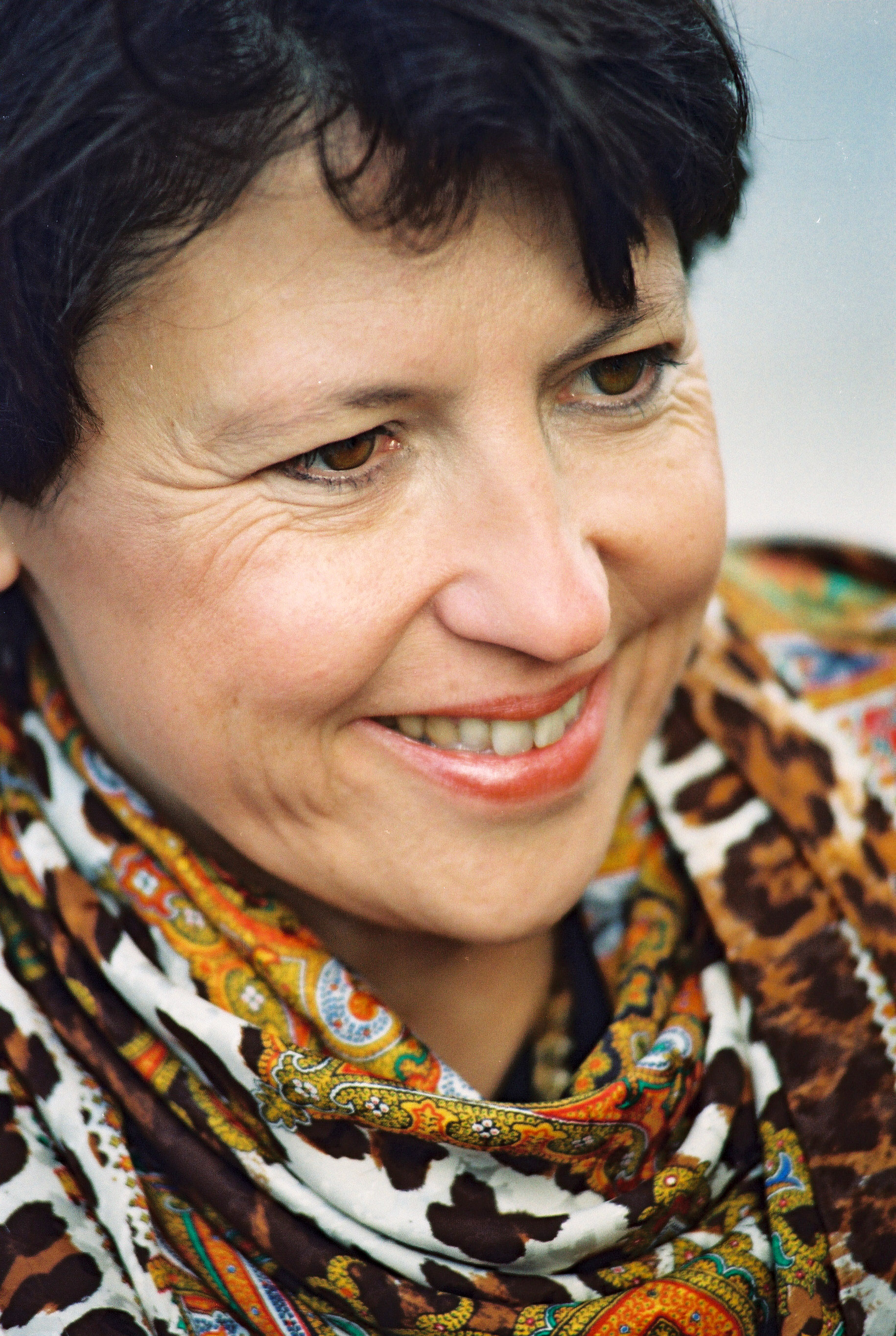
Martine Aubry în 1993.

La 15 mai 1991, fiind atunci necunoscută publicului larg, ea a fost numită ministru al Muncii, al Ocupării Forței de Muncă și al Formării Profesionale de către Édith Cresson. Reconfirmată în această funcție în guvernul condus de Pierre Bérégovoy, care s-a încheiat la 29 martie 1993, Martine Aubry nu a reușit să oprească creșterea șomajului.
În urma victoriei dreptei la alegerile legislative din 1993, ea a creat Fundația „Acționați împotriva excluziunii” (Face), care avea ca scop facilitarea integrării prin muncă. Ea și-a folosit atunci relațiile cu marii patroni și a reușit să strângă 45 de milioane de franci în zece zile, ceea ce a permis lansarea fundației sale la 5 octombrie 1993. Această apropiere de mediul patronal i-a atras critici. Ea a părăsit președinția Face în 1997, după realizarea a 800 de reintegrări, conform cifrelor fundației.

#### Ministru al Muncii și Solidarității (1997-2000)
La alegerile legislative din 1997, care au adus victoria stângii plurale, ea a fost aleasă deputat în cea de-a cincea circumscripție din Nord. Noul prim-ministru, Lionel Jospin, a numit-o trei zile mai târziu ministru al Muncii și Solidarității, ocupând poziția de „numărul doi” în guvern din punct de vedere protocolar. Popularitatea ei a atins atunci aproximativ 60%, apropiindu-se de cea a șefului guvernului.
Martine Aubry a lansat programul emplois-jeunes încă din 1997. Pentru a combate șomajul, ea a contribuit la implementarea săptămânii de lucru de 35 de ore (plătite ca 39). Această măsură, criticată de opoziție și de o mare parte a patronatului, a stârnit numeroase dezbateri. O primă lege, adoptată la 13 iunie 1998, a stabilit principiile generale și s-a bazat pe voluntariatul partenerilor sociali. O a doua lege, votată în ianuarie 2000, a definit regulile de aplicare. Martine Aubry a primit atunci supranumele de „doamna celor 35 de ore”, deși la început a fost reticentă față de această măsură, propusă de Dominique Strauss-Kahn. Astfel, în 1991, ea declara că nu crede „că o măsură generală de reducere a timpului de muncă ar crea locuri de muncă”. Astăzi, afirmă că „și le asumă în totalitate, inclusiv greșelile”. Adoptarea acestor legi a provocat demisia lui Jean Gandois din fruntea CNPF, acesta fiind criticat pentru modul în care a gestionat negocierile cu guvernul. Începând din acel moment, relațiile dintre Martine Aubry și patronat au devenit tensionate.
Ea a introdus, de asemenea, legea privind combaterea excluziunii sociale în 1998 și asigurarea medicală universală (CMU) în anul 2000. Tot în acel an, a pus bazele Alocației personalizate de autonomie (APA) pentru persoanele vârstnice dependente. În plus, a reușit să elimine deficitul sistemului de Securitate Socială.
Având relații bune cu Partidul Comunist Francez și cu Verzii, s-a înțeles însă destul de rău cu secretara generală a CFDT, Nicole Notat. Descrisă ca fiind dură și exigentă, a explicat că „spune lucrurilor pe nume” și că este „mult mai puțin dură decât mulți oameni din politică”. A creat, de asemenea, „dejúnurile femeilor din echipa Jospin”, alături de celelalte ministre din guvern.

### Prim-vicepreședinte, apoi primar al orașuluiLille

#### Înființare alături de Pierre Mauroy (1995-2001)
Deși deținuse doar responsabilități ministeriale și refuzase să candideze la alegerile legislative din 1993 și la cele europene din 1994, fostul prim-ministru socialist Pierre Mauroy, preocupat să-și extindă electoratul către alegătorii centriști, i-a propus să devinăs prima sa adjunctă la primăria din Lille, după alegerile municipale din 1995, și apoi să-i succeadă șase ani mai târziu. Ea a acceptat această propunere. Considerată o „parașutată”, integrarea sa la Lille a fost dificilă.

#### Un început complicat ca primar (2001-2008)
La 18 octombrie 2000, ea a demisionat din funcțiile ministeriale pentru a se consacra campaniei pentru alegerile municipale din 2001 la Lille. Atribuțiile sale ministeriale i-au revenit lui Élisabeth Guigou. Această plecare din guvern a surprins, întrucât cele 35 de ore de muncă nu intraseră încă în aplicare, printre altele, în spitale. Presa a subliniat că a plecat în momentul în care era în continuare foarte populară în rândul opiniei publice și i-a atribuit ambiții naționale. Martine Aubry și-a justificat decizia astfel: „Când faci politică, este bine să ai ocazia, așa cum a fost cazul meu, să iei decizii la scara întregii țări, dar este de asemenea important să te întorci pe teren [...]. În spatele problemelor există chipuri.”

Fostul prim-ministru Pierre Mauroy, căruia i-a succedat Martine Aubry ca primar al orașului Lille în 2001.

La scrutin, marcat de o absență foarte mare (53%), lista pe care o conducea a reunit 34,5% la primul tur, apoi 49,6% la al doilea tur, în contextul unei triangulare care o opunea listelor conduse de Christian Decocq (RPR, 37,5%) și Philippe Bernard (FN, 12,9%). Acest rezultat este considerat dezamăgitor în raport cu dinamismul campaniei sale, cu sondajele care îi acordau scoruri neegalate până atunci de Pierre Mauroy și cu ancorarea puternică a Lille în stânga. Ea este aleasă primar de către consiliul municipal al orașului Lille pe 25 martie 2001, devenind prima femeie aleasă la conducerea orașului.
Mulți socialiști și-au pierdut mandatele după ce ea a cedat zece locuri de consilieri municipali formațiunii Les Verts care și-au triplat scorul față de 1995 în cadrul unui acord de fuziune pentru al doilea tur, precum și patru posturi de adjuncți acestora. În plus, Pierre Mauroy păstrează președinția comunității urbane foarte influente, deși aceasta era râvnită de fosta ministră: această structură dispune de un buget de cinci ori mai mare decât cel al primăriei Lille și a beneficiat de un transfer de competențe din partea primăriei chiar înaintea alegerilor.
Primele luni la primărie au fost dificile. În decembrie 2003, la optsprezece luni după ce a pierdut alegerile legislative într-o circumscripție din Nord considerată de stânga ca fiind sigură, un sondaj Sofres a indicat că majoritatea locuitorilor din Lille nu doreau ca ea să candideze pentru un al doilea mandat, o situație foarte rară pentru un primar după doar doi ani în funcție. Deși politica sa era apreciată pozitiv, personalitatea ei părea să displacă: două treimi dintre cei chestionați o considerau „încăpățânată”, iar numeroase articole de presă relevau latura sa tehnocrată și autoritară, precum și greșelile repetate. În fața criticilor, ea a anunțat că va fi prezentă la Lille șase zile din șapte și că va fi mai mult pe teren. Totuși, chiar și din partea adversarilor, dinamismul și capacitatea ei de muncă au fost recunoscute.
Ea a câștigat semnificativ în popularitate prin operațiunea „Lille 2004 (Capitală Europeană a Culturii)”, care a schimbat imaginea orașului. Această inițiativă, care a urmat, printre altele, candidaturii eșuate pentru organizarea Jocurilor Olimpice, a propus 2.500 de evenimente culturale, printre care sărbători și expoziții, precum marea expoziție Rubens de la Palatul de Arte Frumoase din Lille. Pentru un buget care a ajuns la 73 de milioane de euro, din care aproximativ jumătate a fost adusă de oraș și regiunea Nord-Pas-de-Calais, s-au creat (douăsprezece „Case Nebune”) sau renovat (opera din Lille) diverse infrastructuri. Pentru Martine Aubry, cu cei nouă milioane de vizitatori, acest eveniment „a adus orașului zece ani de notorietate”. La 14 octombrie 2006, ea a lansat „Lille 3000”, succesorul „Lille 2004”, care a colorat orașul timp de trei luni în culorile Indiei și a oferit publicului numeroase manifestări culturale: aproape un milion de vizitatori au fost primiți cu această ocazie.
În 2005, ea a persistat în intenția inițială (unanim acceptată la început) de a menține LOSC în stadionul Grimonprez-Jooris, extins în zona protejată a cetății Lille. Autorizația de construire pe care a emis-o a fost anulată în apel, apoi în recurs. Un proiect de construcție a unui nou stadion mare în metropola lilloisă a fost atunci lansat de Comunitatea Urbană Lille Métropole.
Ea a pus în aplicare un nou mod de împărțire a spațiului public între pietoni, mașini și biciclete și a lansat Proiectul de reînnoire urbană în Lille-Sud și în cartierul Moulins, „Lille, oraș al solidarității”, „Lille Plajă”, precum și „Lille Neige”.
Între 2000 și 2008, primăria din Lille a acordat, într-o piscină a orașului, anumite intervale orare unui grup de femei.
Această măsură, adoptată în timpul mandatului lui Pierre Mauroy, i-a atras Martinei Aubry critici privind încălcarea principiului laicității, deoarece ar fi fost vorba de un grup de femei musulmane, în timp ce primăria a susținut că era vorba despre un „interval de o oră de aquagym pentru femei obeze”.

#### Consolidarea ancorării sale (2008-2020)

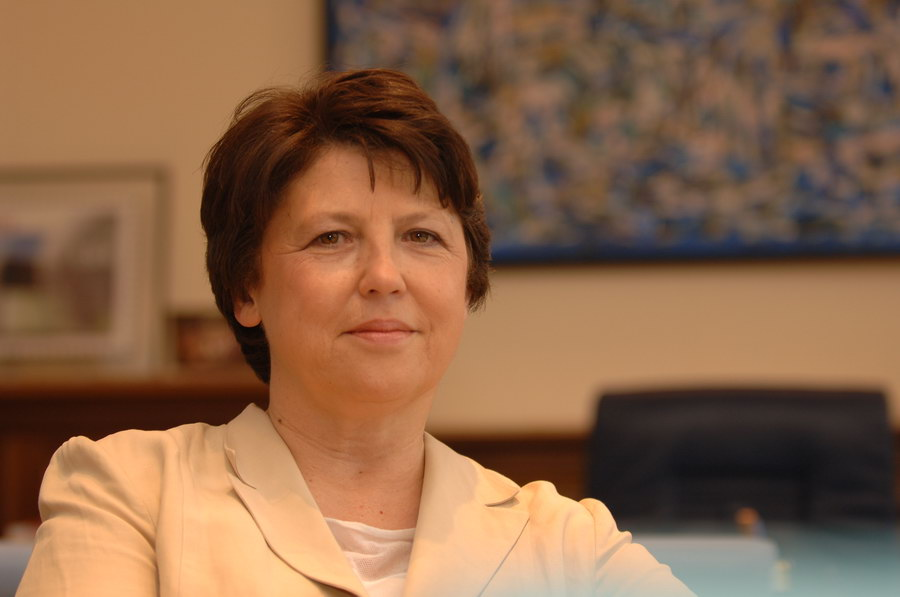
Martine Aubry în 2008.

Lista condusă de Martine Aubry a câștigat la Lille în turul al doilea al alegerilor municipale din martie 2008, în fața listei UMP conduse de Sébastien Huyghe, cu un scor de 66,6%, însă într-un context de absenteism ridicat (55,6%). Ea a obținut astfel un scor istoric pentru un scrutin municipal la Lille, parțial datorită unei alianțe cu listele Verzilor și ale MoDem, care obținuseră, la primul tur, 11,6% și, respectiv, 7,8% din voturi.
Ea i-a oferit astfel lui Jacques Richir, fost lider UDF și fost membru al opoziției lilloise, un post de adjunct. Martine Aubry este una dintre puținele femei care conduc un oraș cu peste 100 000 de locuitori.
O lună mai târziu, în 18 aprilie 2008, ea i-a succedat lui Pierre Mauroy la conducerea comunității urbane Lille Métropole, în urma unui acord de majoritate cu grupurile Verzilor și ale MoDem, precum și cu grupul Métropole Passions Communes, care reunea aleșii din 41 de comune mici din metropolă.
Între martie și iulie 2009 a avut loc cea de-a doua ediție a manifestării Lille 3000, intitulată „Europe XXL”, având ca temă principală țările Europei de Est și Istanbul. Cu această ocazie, gara Lille-Saint-Sauveur a fost reconvertită într-un spațiu cultural. În aceeași perioadă, Martine Aubry a participat la inaugurarea Euratechnologies, un centru dedicat noilor tehnologii. În anul următor, în 2010, pentru prima dată în Franța, Galeria Saatchi din Londra a prezentat la Lille peste șaizeci de lucrări din colecția sa de artă contemporană. La 6 octombrie 2012 a fost lansată cea de-a treia ediție a evenimentului Lille 3000, intitulată „Fantastic”.
În 2011, Lille a avut 25% locuințe sociale; Martine Aubry și-a exprimat speranța că va atinge pragul de 30% până la finalul celui de-al doilea mandat, în 2014. Pentru a combate prețurile ridicate de pe piața imobiliară, primăria a impus dezvoltatorilor imobiliari, atunci când a vândut terenuri, să rezerve 30% din locuințele construite pentru oferta socială.

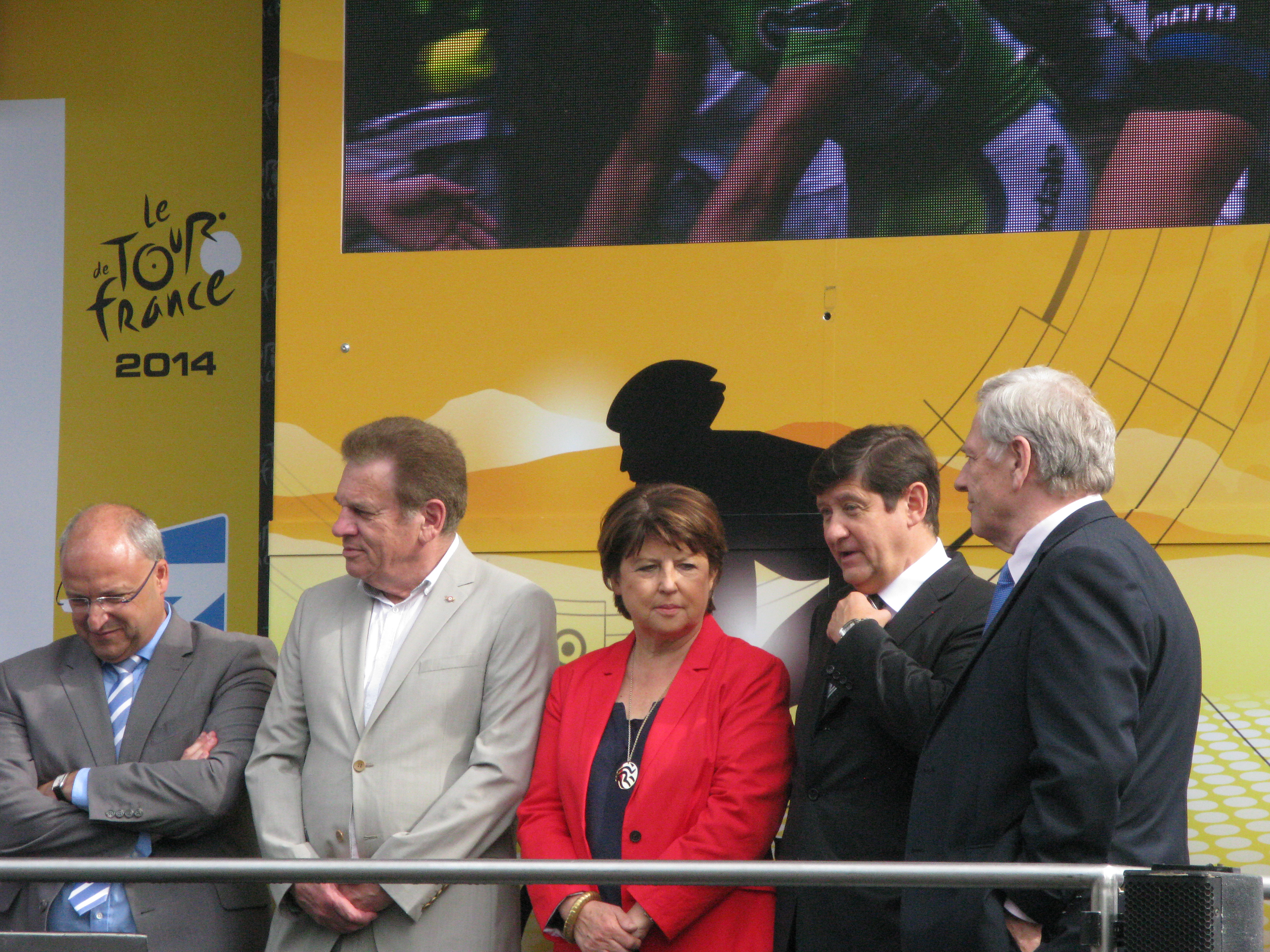
Martine Aubry înconjurată de (de la stânga la dreapta) Damien Castelain, Gérard Caudron, Patrick Kanner și Pierre de Saintignon Turului Franței din 2014, în Villeneuve-d'Ascq (Nord).

La 23 martie 2014, în timp ce a candidat pentru un nou mandat, lista pe care a condus-o a ieșit pe primul loc în primul tur al alegerilor municipale, cu 34,85% din voturi, cu 11,2 puncte mai puțin decât în 2008. A câștigat o săptămână mai târziu, cu 52,05% din sufragii, față de 29,71% pentru lista UMP condusă de Jean-René Lecerf și 18,22% pentru lista Frontului Național. A fost realesă de consiliul municipal la 4 aprilie 2014.
În același timp, în urma înfrângerii de la Roubaix și Tourcoing, stânga a pierdut majoritatea în cadrul comunității urbane a orașului Lille. Martine Aubry, ale cărei șanse de realegere au fost compromise, a decis atunci să nu mai candideze. În fața posibilității ca Bernard Gérard, candidatul UMP, să câștige, ea și-a declarat sprijinul pentru primarul fără etichetă al localității Péronne-en-Mélantois, Damien Castelain, care i-a succedat la 18 aprilie 2014. Această alegere a pus capăt dominației stângii, care a condus comunitatea urbană încă de la înființarea sa, în 1967.

#### Un al patrulea scrutin dificil (2020)
După ce a declarat că nu își dorește să îndeplinească un al patrulea mandat de primar, s-a prezentat totuși la alegerile municipale din 2020. Ea și-a justificat candidatura prin dorința de a constitui un „zid de apărare” împotriva președintelui Emmanuel Macron. În acest bastion socialist de peste un secol, a fost considerată singura capabilă să aducă victoria unei liste a Partidului Socialist. Acțiunile sale în domeniile urbanismului și culturii au constituit un avantaj, însă părea mai izolată decât în trecut, fără un „delfin” politic și fără mâna sa dreaptă, Pierre de Saintignon, decedat în 2019.
Lista condusă de Martine Aubry a ieșit pe primul loc în primul tur cu 29,8% din voturi, cel mai slab scor al său de la sosirea sa la Lille, devansând lista EÉLV condusă de Stéphane Baly (24,5%). Între cele două tururi, ea a refuzat fuziunea cu lista ecologistă, rupând astfel tradiția lansată în 1977 de Pierre Mauroy. În urma acestei decizii, sondajele de opinie au indicat pentru prima dată că ar putea pierde primăria; eliminat în primul tur, liderul opoziției de dreapta din Lille, Marc-Philippe Daubresse, a făcut apel la vot în favoarea sa pentru a împiedica victoria Verzilor, pe care i-a calificat drept „nebuni periculoși”. După ce sondajele la ieșirea de la urne au indicat-o ca învinsă, Martine Aubry a câștigat în cele din urmă cu un avans de 227 de voturi, obținând 40,0% din voturile exprimate, față de 39,4% pentru lista EÉLV și 20,6% pentru lista LREM. Contestațiile formulate de adversarii săi din EÉLV și LREM pentru presupuse nereguli electorale au fost respinse în martie 2021 de Tribunalul Administrativ din Lille.espinse în mars 2021 de tribunalul administrativ din Lille .
În iulie 2020, pentru a împiedica victoria dreptei, Martine Aubry a ales să îl susțină din nou pe Damien Castelain la președinția Metropolei Europene Lille (fosta comunitate urbană), în ciuda mai multor inculpări de care acesta a fost vizat, în special pentru tăinuire de abuz de încredere.

#### Anii recenți (2020-2025)
La 6 martie 2025, cu un an înainte de alegerile municipale, Martine Aubry a anunțat că va părăsi funcțiile pe care le deține, declarând că dorește „să lase loc unei noi generații”. La 21 martie, conform dorinței sale, consiliul municipal l-a ales pe prim-adjunctul său, Arnaud Deslandes, pentru a-i succeda în funcție.

### Figură a Partidului Socialist

#### Începuturi și ascensiune (1974-2002)
Activistă CFDT, Martine Aubry s-a alăturat Partidului Socialist (PS) în 1974, condus pe atunci de François Mitterrand. Ea a avansat în cadrul partidului datorită expertizei sale în probleme economice și sociale .

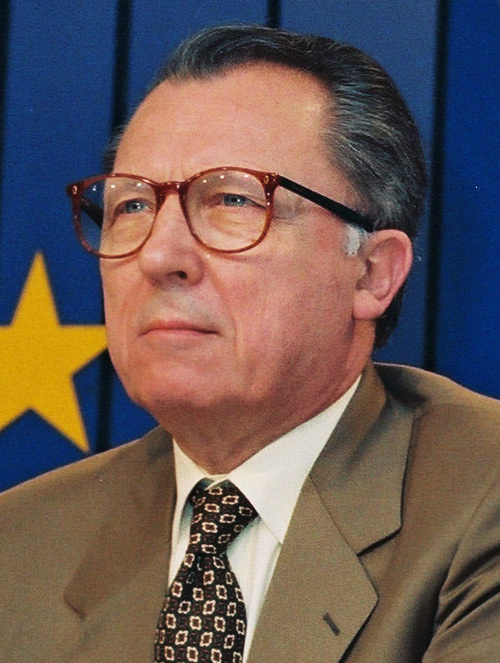
După retragerea tatălui ei, Jacques Delors, în vederea alegerilor prezidențiale din 1995, candidatura Martinei Aubry a fost luată în considerare o vreme.

În decembrie 1994, tatăl său, Jacques Delors, considerat drept singurul socialist capabil să învingă dreapta la alegerile prezidențiale din 1995, a renunțat să candideze. Ipoteza unei candidaturi a lui Martine Aubry, care se bucura atunci de o popularitate ridicată, a fost evocată de mai mulți lideri socialiști, printre care Élisabeth Guigou și Dominique Strauss-Kahn.
În luna următoare, potrivit unui sondaj Sofres, 54% dintre simpatizanții de stânga considerau că ar fi fost o candidată potrivită. În vârstă de 44 de ani, ea a declarat însă că nu dorește să candideze, considerând că nu întrunește toate condițiile necesare pentru o astfel de candidatură.
În cele din urmă, Lionel Jospin a fost desemnat candidat de către militanții socialiști în urma unei prime interne. Acesta i-a încredințat lui Martine Aubry și lui Claude Allègre redactarea programului său prezidențial, apoi a ales-o pe Aubry drept purtătoare de cuvânt a campaniei. În cadrul unui miting desfășurat la 18 aprilie 1995, a descris-o drept „cea mai strălucită femeie politician a vremii”, în timp ce în spațiul public circula posibilitatea ca aceasta să fie numită în funcția de prim-ministru în cazul unei victorii a stângii.
În turul al doilea al alegerilor prezidențiale, Jacques Chirac l-a învins pe Lionel Jospin. Ulterior, Jospin a devenit prim-secretar al Partidului Socialist și i-a propus lui Martine Aubry funcția de număr doi în partid, pe care aceasta a refuzat-o.
În anul 2000, Martine Aubry a fondat grupul de reflecție politică „Réformer” , alături de Adeline Hazan, François Lamy, Marylise Lebranchu, Jean Le Garrec, Jean-Pierre Sueur și Michel Wieviorka. În același an, ea a devenit secretar național al Partidului Socialist.

#### „Traversând deșertul” (2002-2008)
Ipoteza unei candidaturi a lui Martine Aubry la alegerile prezidențiale din 2002 a fost evocată: un sondaj realizat de institutul Sofres indica că ea s-ar fi situat aproape la egalitate cu Jacques Chirac în ceea ce privește intențiile de vot. După anunțul candidaturii lui Lionel Jospin, ea a fost din nou prezentată drept o posibilă ocupantă a funcției de prim-ministru în caz de victorie a stângii. Sondajele de opinie o plasau atunci pe primul loc în rândul personalităților pe care francezii ar fi dorit să le vadă la Matignon, în special înaintea lui Dominique Strauss-Kahn. În tandem cu acesta din urmă, ea a fost purtătoare de cuvânt a campaniei lui Lionel Jospin, care a fost eliminat încă din primul tur al scrutinului prezidențial.
La finalul turului al doilea al alegerilor legislative din iunie 2002, candidată din nou în a cincea circumscripție din Nord, considerată de nedoborât de către dreapta, Martine Aubry a fost înfrântă la o diferență de 1.044 de voturi de candidatul UMP Sébastien Huyghe. Deși este cunoscută pentru caracterul său imperturbabil (fiind uneori supranumită „Doamna de fier a Franței”), înfrângerea a făcut-o să izbucnească în lacrimi în fața camerelor de luat vederi în seara turului doi.
În același timp, cartea La Dame des 35 heures, semnată de Philippe Alexandre și Béatrix de L'Aulnoit, în care este prezentată drept dură și extrem de ambițioasă, s-a bucurat de un important succes în librării. Din acel moment, ea a rămas relativ discretă pe scena națională, consacrându-se exclusiv mandatului său de primar.
În decembrie 2004, ea a fost desemnată, alături de Dominique Strauss-Kahn și Jack Lang, să elaboreze un proiect politic în perspectiva alegerilor din 2007. Ca majoritatea liderilor socialiști, s-a pronunțat în favoarea adoptării Tratatului constituțional european, care a fost respins prin referendum, la 29 mai 2005, de către 54,7 % dintre alegători, prin votul „nu”.
Martine Aubry a anunțat că nu a avut intenția să fie candidată la alegerile legislative din 2007 într-o circumscripție care nu a fost „lilloise”, așa cum a fost cazul pentru a cincea. Ea a intenționat să se prezinte în circumscripția din zona primăriei, a doua, care a fost deținută aproape treizeci de ani de social-democratul Bernard Derosier, care, după ce a ezitat, a decis să candideze din nou. Martine Aubry i-a reproșat atunci lui François Hollande, secretarul general al Partidului Social Democrat, că nu a făcut nimic să o ajute să se prezinte.

#### Întoarcerea la congresul de la Reims (2008)

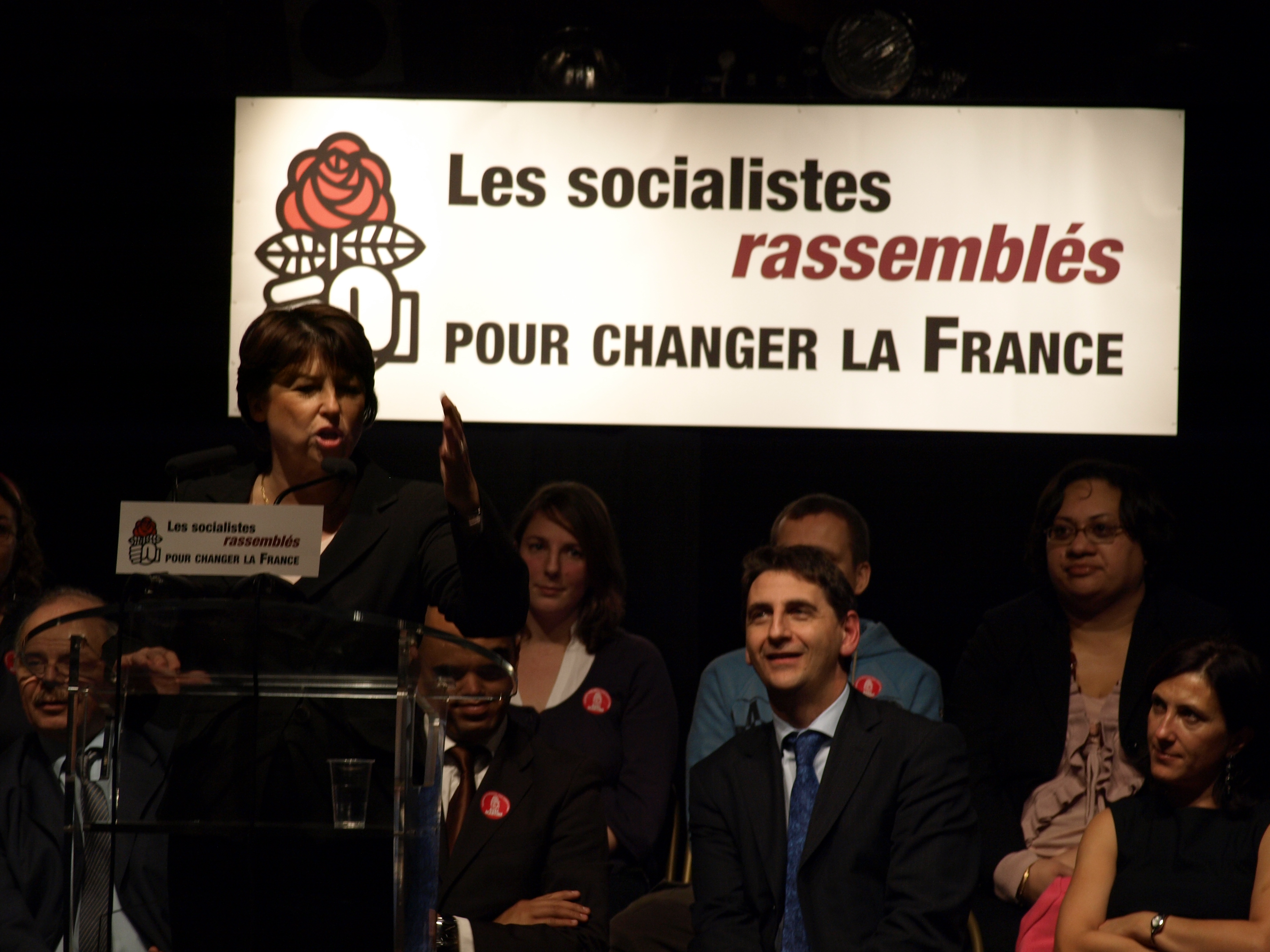
Martine Aubry în campanie pentru funcția de prim-secretar al Partidului Socialist (Aubervilliers, 19 noiembrie 20098).

După ce a fost realesă primar al orașului Lille în 2008, ea a fost deschis solicitată să preia succesiunea primului secretar al Partidului Social Democrat, François Hollande, la încheierea congresului de la Reims, prevăzut pentru noiembrie 2008. Neavând însă un demers oficial de candidatură, așa cum a făcut Ségolène Royal, ea a fost totuși prima semnatară a unei contribuții intitulate „O viziune pentru a spera, o voință pentru a transforma”, copartajată de Pierre Mauroy, Jack Lang, Adeline Hazan, François Lamy și susținută de federațiile din Nord și Pas-de-Calais.
La consiliul național de sinteză din 23 septembrie 2008, ea a prezentat moțiunea „Schimbare în stânga pentru a schimba Franța”, a cărei primă semnatară a fost, text pe care și-a reunit apropiații (Marylise Lebranchu, François Lamy, Adeline Hazan), o parte dintre susținătorii lui Dominique Strauss-Kahn (Jean-Christophe Cambadélis, Jean-Paul Huchon, Jean-Jacques Urvoas, Laurent Baumel), ai lui Laurent Fabius (Claude Bartolone, Guillaume Bachelay) și ai lui Arnaud Montebourg (Christian Paul, Paul Alliès). De asemenea, s-au regăsit apropiați ai lui Benoît Hamon, precum David Lebon și Gwenegan Bui, doi foști președinți ai Mișcării Tinerilor Socialiști..
La votul membrilor din 6 noiembrie 2008, această moțiune a obținut 24,3% din sufragii exprimate și s-a clasat pe locul trei, imediat după moțiunea lui Bertrand Delanoë (25,2%) și cea a lui Ségolène Royal (29,1%). Pe 15 noiembrie, după ce congresul de la Reims nu a reușit să ajungă la o sinteză, Martine Aubry a anunțat candidatura sa pentru funcția de prim-secretar.
La 20 noiembrie 2008, în primul tur al alegerilor pentru funcția de prim-secretar al Partidului Socialist, ea s-a calificat pentru al doilea tur cu 34,7% din voturile membrilor socialiști, fiind devansată de Ségolène Royal (42,4%), dar situându-se înaintea lui Benoît Hamon (22,8%), care a îndemnat imediat să se voteze „masiv” pentru ea. A doua zi, pe 21 noiembrie, Martine Aubry a ieșit în frunte în al doilea tur, devansând-o pe Ségolène Royal cu doar 42 de voturi. Acest rezultat a fost contestat imediat de susținătorii acesteia, care au cerut un nou vot. În final, rezultatele oficiale validate la 25 noiembrie de consiliul național al PS au indicat o diferență de 102 voturi: Martine Aubry a fost oficial aleasă prim-secretar al Partidului Socialist cu 67.451 de voturi (50,04%) față de 67.349 (49,96%) pentru Ségolène Royal. Ea a devenit prima femeie care a exercitat această funcție.
În septembrie 2009, jurnaliștii Antonin André și Karim Rissouli au publicat o carte, Hold-uPS, arnaques et trahisons, în care îi acuză pe susținătorii lui Martine Aubry că au falsificat în favoarea lor rezultatele celui de-al doilea tur. Ca reacție, Martine Aubry a calificat lucrarea drept „răuvoitoare față de toți socialiștii”.

#### Prim-secretar al partidului (2008-2012)

##### Acțiuni în Partidul Socialist

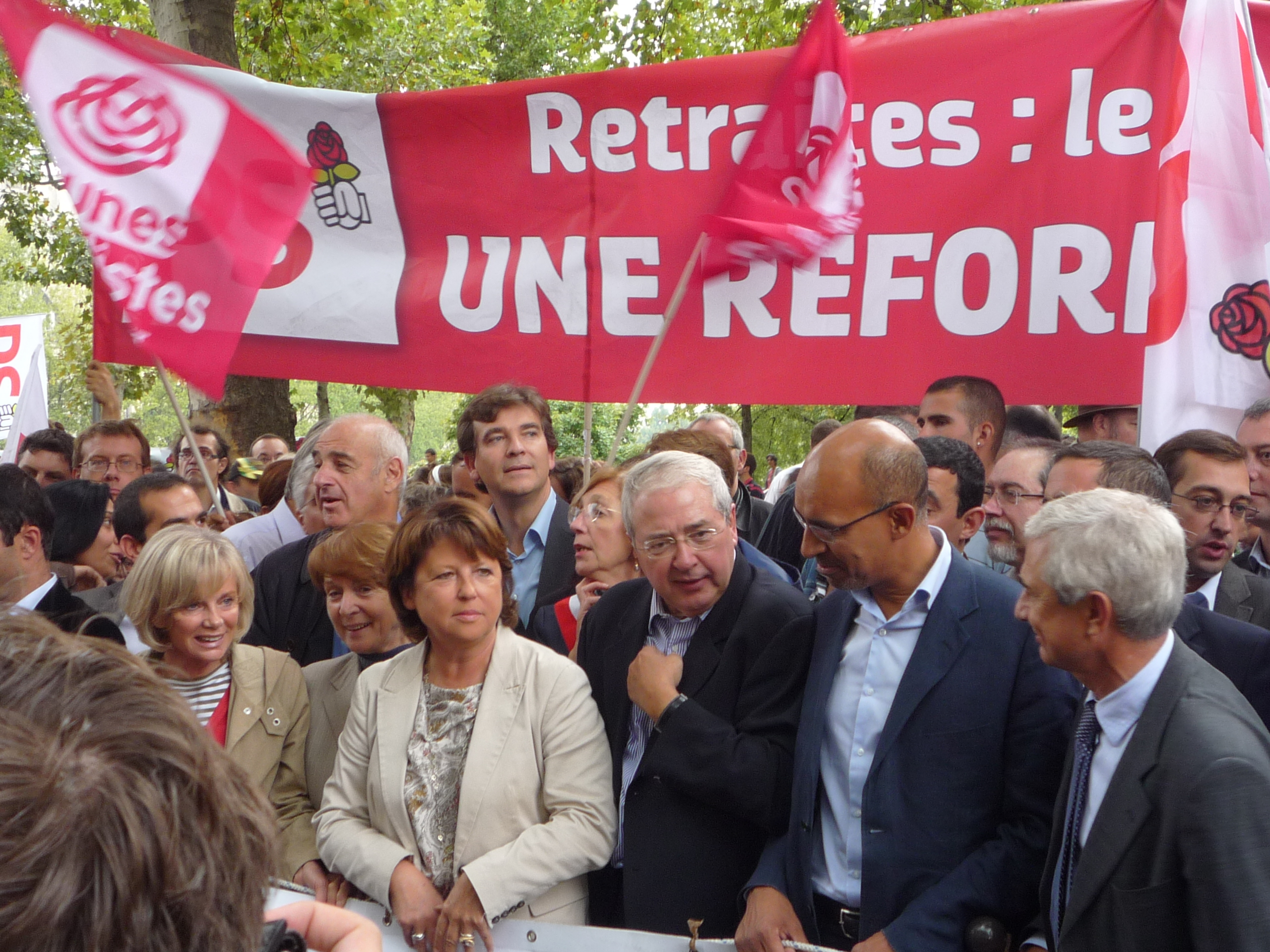
Paradă a liderilor socialiști împotriva reformei pensiilor din 2010 (Paris, 23 septembrie 2010)

În urma alegerii sale ca prim-secretar, Martine Aubry a cunoscut o creștere a popularității, câștigând, printre altele, unsprezece puncte în barometrul TNS Sofres și nouă puncte în cel realizat de Ifop. Cu până la 67% opinii favorabile, ea a devansat-o cu mult pe Ségolène Royal.
Deși nu a candidat la alegerile europene din 2009, Martine Aubry s-a implicat în acest scrutin, care a marcat un eșec pentru partidul său, numărul aleșilor socialiști în Parlamentul European scăzând de la 31 la 14, la egalitate cu Europe Écologie.
În ianuarie 2010, Martine Aubry a început o schimbare de poziție a Partidului Socialist pe tema pensiilor, apreciind că „trebuie să mergem, că vom merge cu siguranță spre 61 sau 62 de ani”, înainte de a reveni asupra declarației, susținând pensionarea la 60 de ani. În același timp, popularitatea sa, aflată în scădere din 2008, a început să crească din nou, iar comentatorii politici o consideră de acum „prezidențiabilă”. Deși nu a exclus posibilitatea de a fi candidată la alegerile primare socialiste pentru prezidențialele din 2012, presa a relatat despre așa-numitul „pact de la Marrakech”, care prevedea o consultare între ea și Dominique Strauss-Kahn, director general al FMI, în perspectiva acelui scrutin.

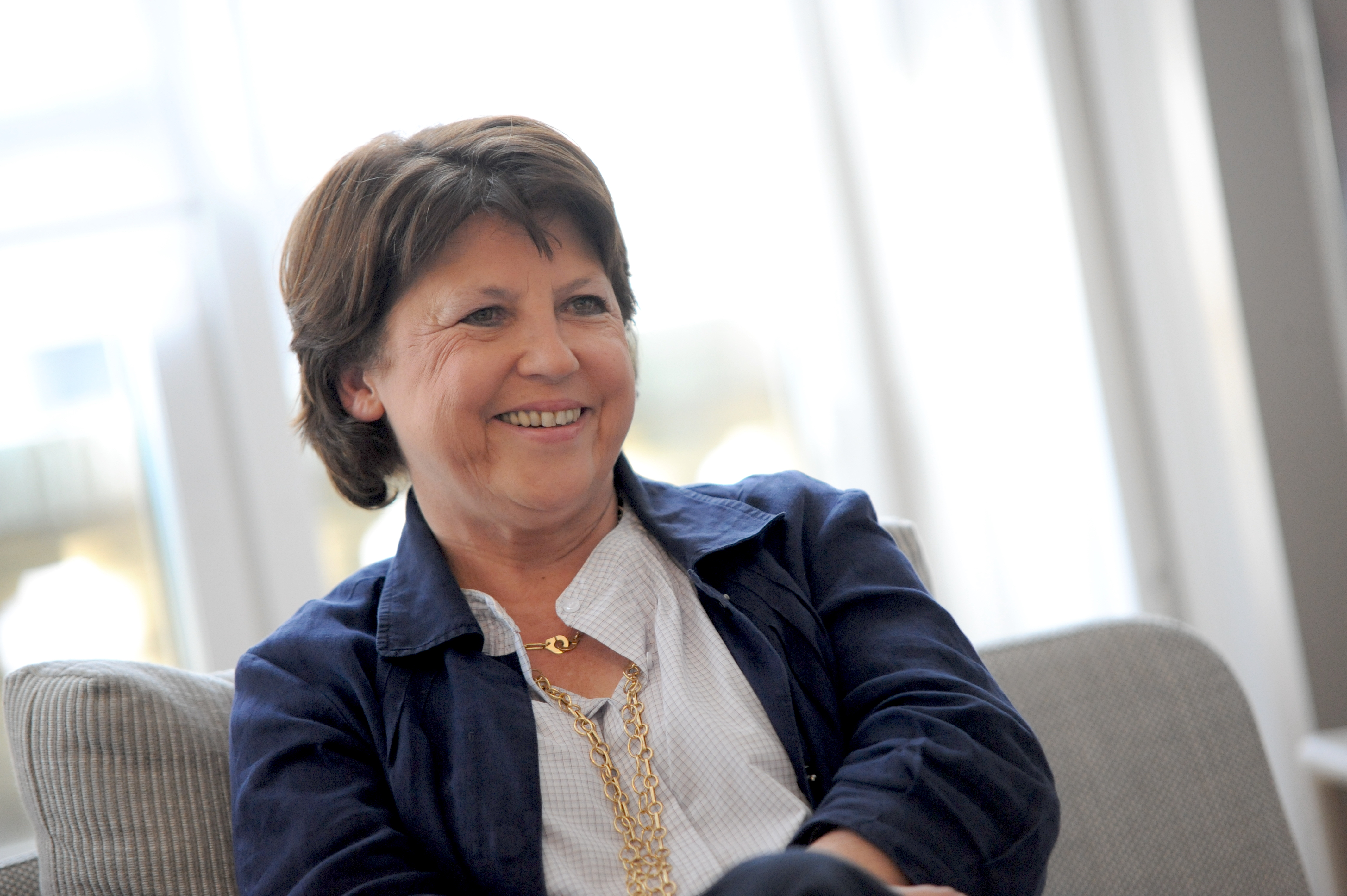
Martine Aubry în 2010.

Ea s-a implicat în campania pentru alegerile regionale din 2010, efectuând numeroase deplasări în Franța. În perioada dintre cele două tururi, a negociat cu Cécile Duflot și Marie-George Buffet fuziunea listelor socialiste cu cele ale formațiunilor Europa Ecologie și Frontul de Stânga. În turul al doilea, listele uniunii stângii au câștigat 23 dintre cele 26 de regiuni franceze: unii comentatori politici și responsabili socialiști au atribuit atunci victoria lui Martine Aubry, în timp ce alții au considerat că a fost, înainte de toate, victoria președinților de regiuni aflați în funcție.
După acest succes electoral, ea a lansat un apel pentru o „societate a grijii”, „o societate a bunăstării și a respectului, care are grijă de fiecare și pregătește viitorul”; această inițiativă a fost primită cu rezerve chiar în interiorul Partidului Socialist și ea nu a mai făcut aproape deloc referire la aceasta ulterior. În iunie 2010, a făcut ca planul de reformă să fie adoptat de consiliul național al partidului, plan care prevedea organizarea unei alegeri primare prezidențiale în toamna lui 2011, interzicerea cumulului de mandate pentru aleșii socialiști începând din 2012 (inițial din 2011) și paritatea completă în structurile de conducere ale PS. Proiectul partidului pentru alegerile prezidențiale, la elaborarea căruia a contribuit, a fost aprobat de 95 % dintre membrii cu drept de vot în mai 2011.

##### Alegerile primare prezidențiale din 2011
La 14 mai 2011, Dominique Strauss-Kahn, favorit în sondaje, a fost arestat la New York și apoi inculpat pentru agresiune sexuală. Martine Aubry a vorbit despre un „trăsnet”, în timp ce presa a apreciat că jocul politic a fost relansat în perspectiva alegerilor prezidențiale din 2012. Deși Le Nouvel Observateur anunțase la începutul lunii mai că ea renunțase să candideze la alegerile primare socialiste în favoarea lui Dominique Strauss-Kahn, Élisabeth Guigou a afirmat că acesta din urmă nu luase încă o decizie și că Martine Aubry se gândea la prezidențiale încă de la retragerea tatălui său în 1994. De asemenea, surse concordante au confirmat determinarea sa de a candida, dacă s-ar fi considerat în măsură să o facă.
În timp ce susținătorii săi o prezentau drept candidata „legitimă” a Partidului Socialist, Martine Aubry a declarat, la 22 mai, că își va „asuma responsabilitățile” la momentul potrivit. Sondajele de opinie o plasau atunci înaintea lui Ségolène Royal, dar în urma fostului prim-secretar al Partidului Socialist, François Hollande, care devenea noul favorit.
alt=|miniatura| Sigla lui Martine Aubry la alegerile primare cetățenești din 2011.
La 28 iunie 2011, data deschiderii oficiale a depunerii candidaturilor pentru alegerile primare, ea și-a anunțat „candidatura la alegerile prezidențiale” din fief-ul său, Lille. Conform celor anunțate anterior, Martine Aubry s-a retras provizoriu de la conducerea Partidului Socialist, fără însă a demisiona. Harlem Désir, numărul doi în partid, a fost desemnat să-i preia atribuțiile până la finalizarea procesului alegerilor primare.
În vara anului 2011, ea și-a redus parțial decalajul față de François Hollande, depășindu-l chiar în unele sondaje, și părea la fel de capabilă ca acesta să îl învingă pe președintele în exercițiu, Nicolas Sarkozy, în turul al doilea al alegerilor prezidențiale.
În august 2011, în fața agravării crizei financiare mondiale începută în 2007, ea și-a exprimat dorința ca deficitul să revină sub 3% din PIB până în 2013, în special prin alocarea jumătății marjelor de manevră pentru reducerea datoriei țării și prin implementarea unei reforme importante a fiscalității. Ea a propus trei măsuri imediate: eliminarea a 10 miliarde de euro din facilitățile fiscale, lansarea unui plan de acțiune pentru ocuparea tinerilor, finanțat prin eliminarea defiscalizării orelor suplimentare, și reducerea cu 20% a impozitului pe societăți pentru cele care reinvestesc, precum și o creștere cu 40% pentru cele care favorizează dividendele. În cazul alegerii sale ca președinte al Republicii, ea a promis să facă din ocuparea forței de muncă, educație și securitate prioritățile sale.
În seara primului tur al primarelor socialiste, pe 9 octombrie 2011, deși sondajele de la finalul campaniei îi dădeau lui François Hollande un avans de 10 până la 15 puncte, Martine Aubry a acces în turul al doilea, obținând 30,42% din voturi, față de 39,17% pentru François Hollande. În timpul între celor două tururi, marcat de tensiuni între cei doi candidați, ea a pus în evidență experiența sa politică și capacitatea de a reuni întreaga stângă în perspectiva alegerilor prezidențiale din 2012. Pe 16 octombrie, după ce cei patru candidați eliminați în primul tur și-au exprimat sprijinul pentru adversarul său, Martine Aubry a fost învinsă, obținând 1.233.899 voturi, adică 43,43%. În aceeași seară, ea a salutat victoria lui François Hollande și a anunțat că își va relua funcția de prim-secretar al Partidului Socialist.

##### Alegerile naționale din 2012

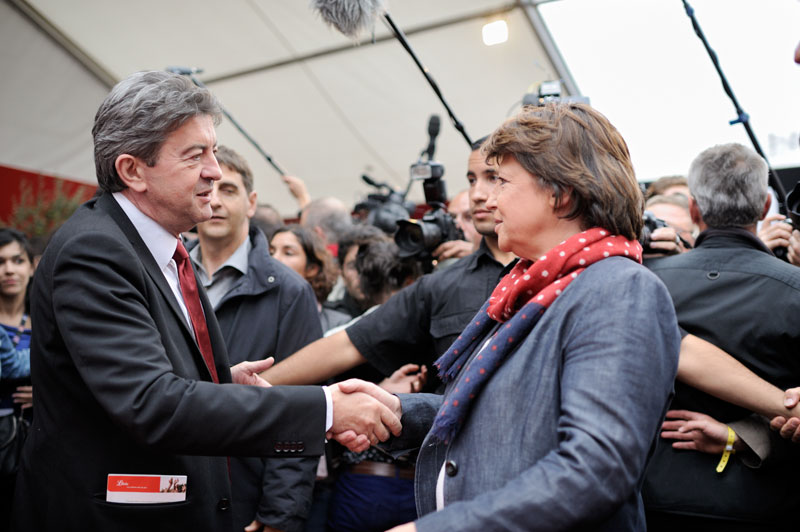
Martine Aubry și Jean-Luc Mélenchon în 2011.

Ulterior, ea a participat la campania lui François Hollande, care a câștigat alegerile prezidențiale pe 6 mai 2012. Acordul de guvernare negociat în timpul campaniei prezidențiale între Martine Aubry și Cécile Duflot, preluat ulterior de François Hollande, apoi de Emmanuel Macron, a instituit, printre altele, orientarea politicii energetice spre o reducere a utilizării energiei nucleare: prevedea scăderea ponderii energiei nucleare în mixul energetic de la 75% la 50% până în 2025, ceea ce, potrivit Curții de Conturi, echivalează cu închiderea a 17 până la 20 de reactoare.
Deși făcea parte dintre liderii importanți ai PS prezentați de presă ca posibili premieri, noul președinte al Republicii l-a ales pe Jean-Marc Ayrault; presa a explicat această alegere prin relațiile dificile pe care cei doi le-au avut de mult timp. Martine Aubry a refuzat atunci să intre în guvern și a condus campania pentru alegerile legislative în calitate de primă secretar al partidului.

##### Demisie
În timp ce presa se întreba dacă va păstra funcția de prim-secretar, ea a confirmat în cele din urmă decizia de a părăsi conducerea Partidului Socialist și l-a desemnat pe Harlem Désir să fie primul semnatar al moțiunii unitare pe care a prezentat-o împreună cu prim-ministrul Jean-Marc Ayrault la congresul de la Toulouse, ceea ce trebuia să îi permită acestuia să îi succeadă. Această modalitate de desemnare a stârnit critici, inclusiv în rândul socialiștilor. Martine Aubry și-a anticipat plecarea și l-a lăsat pe Harlem Désir să asigure interimatul începând cu 17 septembrie 2012.

#### Președinția lui François Hollande (2012-2017)
După ce François Hollande a devenit președinte al Republicii, ea a fost numită reprezentant special pentru China al ministrului Afacerilor Externe.
La 1 decembrie 2013, Martine Aubry a lansat un grup de reflecție, „Renaissance”. Pentru aceasta, s-a înconjurat de mai mulți intelectuali, printre care economistul Daniel Cohen, sociologul Michel Wieviorka, geneticianul Axel Kahn și filozofa Fabienne Brugère.
În vara anului 2014, ea a criticat proiectul de reformă teritorială al guvernului, care prevedea, printre altele, fuziunea regiunii sale Nord-Pas-de-Calais cu Picardia, precum și renunțarea la plafonarea chiriilor; astfel, ea i-a propus prim-ministrului Manuel Valls să implementeze această măsură în orașul Lille. La 19 octombrie 2014, a publicat o contribuție în care cerea o reorientare a politicii economice conduse de guvernul Valls, ceea ce a fost perceput ca revenirea ei pe scena politică națională.
După ce a depus o contribuție în vederea congresului de la Poitiers din iunie 2015, ea s-a alăturat moțiunii A depusă de primul secretar în funcție, Jean-Christophe Cambadélis.
În februarie 2016, ea a cosemnat o tribuna în Le Monde, în care a criticat mai multe aspecte ale politicii guvernamentale, în special pactul de responsabilitate și solidaritate, reforma Codului muncii, posibilitatea de a retrage cetățenia franceză binationaților și refuzul de a primi un număr mai mare de imigranți; împreună cu alte personalități de stânga, a estimat că «nu este vorba doar despre eșecul unui quinquennat care se conturează, ci despre o slăbire durabilă a Franței care se pregătește, și bineînțeles a stângii».
În august 2016, ea a anunțat că refuză să se prezinte la prima cetățenească din 2017, organizată în vederea alegerilor prezidențiale din 2017. În ianuarie 2017, a făcut apel să se voteze pentru Benoît Hamon în turul al doilea al primei. La turul al doilea al alegerilor prezidențiale, a făcut apel să se voteze pentru Emmanuel Macron, deși, potrivit presei, cu o anumită reticență.

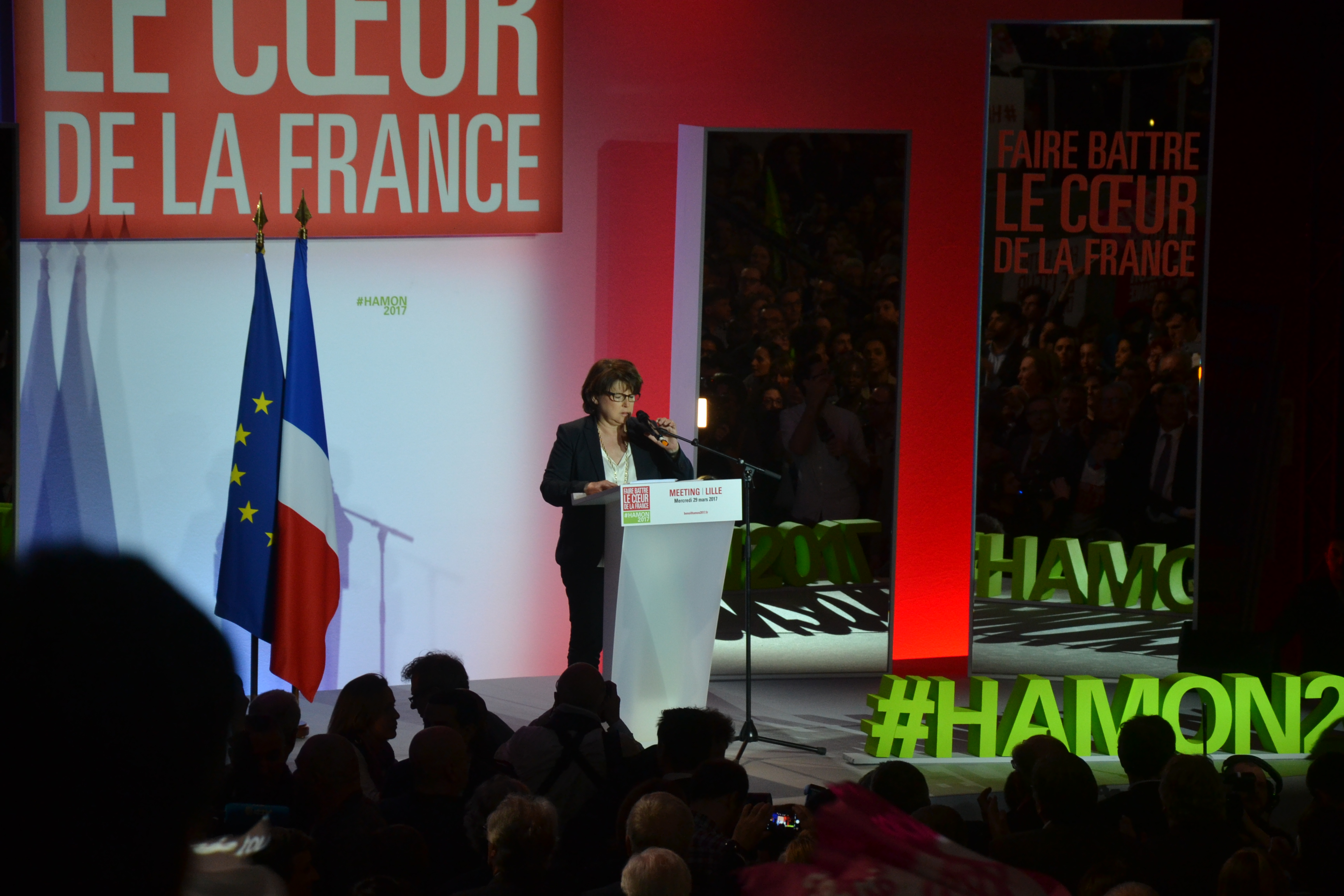
Martine Aubry în timpul unui miting de susținere a lui Benoît Hamon, candidat socialist la alegerile prezidențiale din 2017 (Palais des sports Saint-Sauveur din Lille, 29 martie 2017).

În perspectiva, potrivit presei, a succesiunii sale la primăria din Lille, la sfârșitul anului 2014, ea îl aduce în Nord pe „brațul său drept fidel”, François Lamy. Manevrând în cadrul structurilor partidului pentru a-l impune fără a trece prin votul obișnuit al membrilor, îi obține candidatura în prima circumscripție a Nordului pentru alegerile legislative din 2017. Acesta s-a clasat pe locul cinci în primul tur, cu doar 9,1% din voturi, făcând astfel ca Partidul Socialist să piardă un fief considerat „imposibil de pierdut”.

#### Mandatul prezidențial al lui Emmanuel Macron (din 2017 până în prezent)
Câteva zile după alegerea lui Emmanuel Macron la Palatul Élysée în 2017, Martine Aubry a participat, alături de primarul Parisului, Anne Hidalgo, de fosta ministră Christiane Taubira, precum și de personalități din lumea intelectuală și artistică, la înființarea mișcării „Dès demain”, o formațiune care se declară deschisă „tuturor umaniștilor care încă cred în acțiune”.
Ea a susținut candidatura lui Olivier Faure la funcția de prim-secretar al Partidului Socialist în cadrul congresului de la Aubervilliers din 2018.
Pentru alegerile prezidențiale din 2022, ea i-a oferit sponsorizarea ca primar Annei Hidalgo, învestită de socialiști . Apoi l-a susținut pe Olivier Faure în cadrul alianței PS cu alte partide de stânga din cadrul Noii Uniuni Populare Ecologice și Sociale (NUPES) în perspectiva alegerilor legislative din 2022 .
După ce s-a opus proiectului de reformă a pensiilor în 2020, ea a descris ca „un dispreț inacceptabil” legea din 2023 care amână vârsta legală de pensionare de la 62 la 64 de ani, estimând că „a nu asculta strada și nici Parlamentul, asta n-a mai văzut nimeni”. În general, ea se opune „liberalismului” lui Emmanuel Macron: încă din 2015, atunci când acesta era ministru al Economiei, ea declara: „Macron, cum să vă spun? M-am săturat!”.
În 2023 a fost deschisă o anchetă preliminară împotriva sa pentru presupuse fapte de corupție legate de alegerile municipale din 2020. Ancheta vizează angajarea, în martie 2020, a campioanei la box Licia Boudersa pe un post de animatoare sportivă la primăria din Lille, după ce sportiva i-a adus sprijin edilului socialist în timpul campaniei. Tribunalul administrativ a considerat însă cauza prea subțire, sportiva beneficiind de mai multe contracte similare încă din 2011.

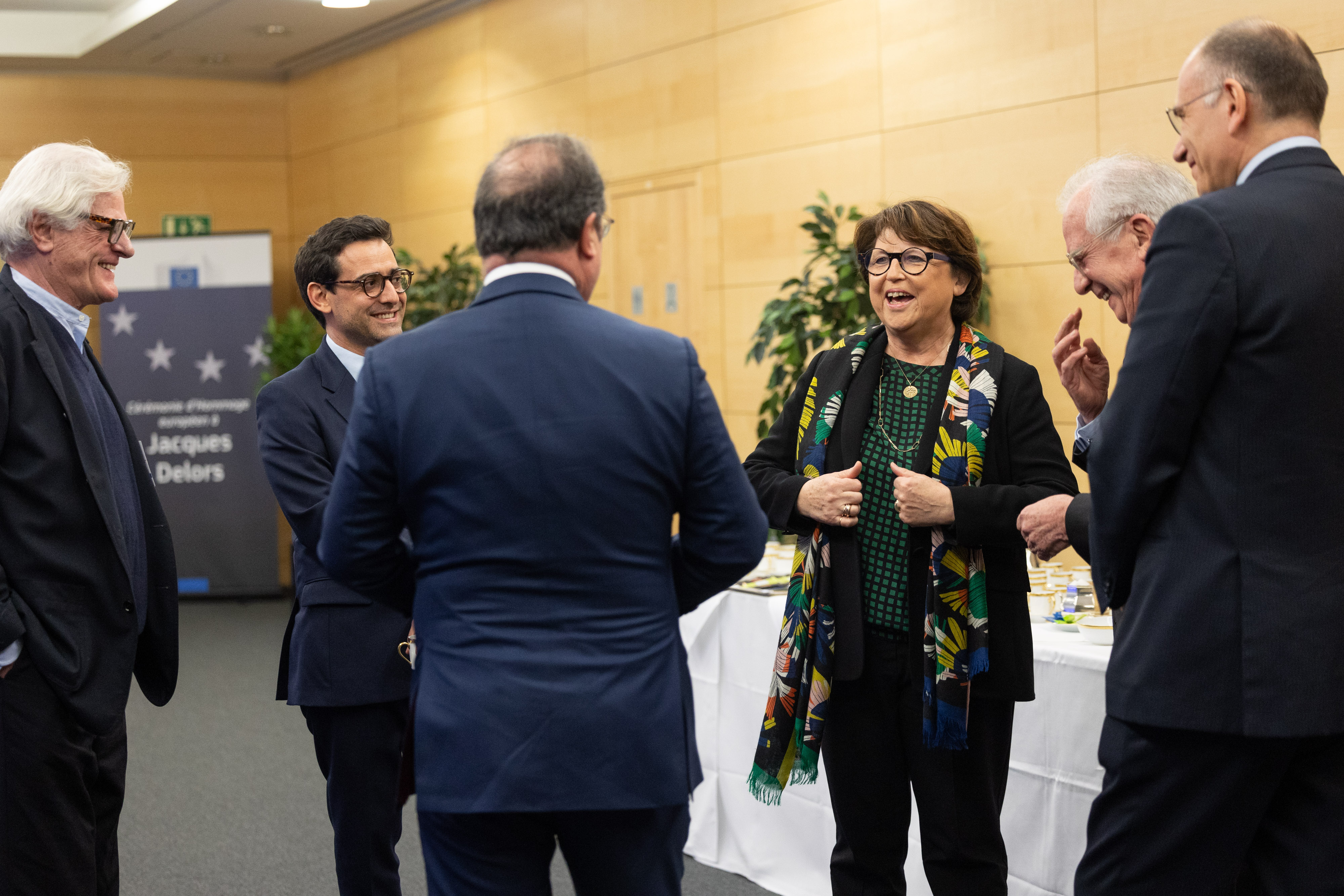
Martine Aubry cu fostul președinte François Hollande și ministrul Stéphane Séjourné (Bruxelles, 2024).

Ca urmare a alegerilor legislative anticipate din 2024, coaliția Noufrontului Popular (NFP) a intenționat să îi propună numele pentru funcția de prim-ministru, Olivier Faure evocând o „mare doamnă a vieții politice”. Ea a refuzat această propunere.

## Imagine și personalitate
Pe parcursul carierei sale politice, Martine Aubry a fost percepută de adversarii săi ca fiind autoritară, puțin înclinată spre compromis și spre delegare. Potrivit susținătorilor săi, ea este curajoasă, integră, „bună de viață” și are o adevărată statură de femeie de stat. În cadrul partidului său, nu și-a creat un curent durabil. Despre ea însăși, a declarat: „Spun lucrurile direct. Trebuie să știi să decizi. […] Sunt dură cu puternicii și blândă cu cei slabi”.
La nivel național, numele ei rămâne legat de reforma celor 35 de ore de care inițial era puțin favorabilă, după ce fusese apropiată de mediul de afaceri, de crearea CMU și a programului „emplois-jeunes”, ceea ce o face populară în rândul unei stângi relativ îndepărtate de social-democrație. În mass-media, este adesea numită „doamna celor 35 de ore”. La Lille, bilanțul ei este în general apreciat, deși ecologiștii au criticat-o în ultimii ani.

## Rezumatul carierei sale
- 1975-1979: a fost administratoare civilă la Ministerul Muncii.
- 1978: a fost profesoară la Școala Națională de Administrație (ENA).
- 1980-1981: a fost administratoare civilă detașată la Consiliul de Stat.
- 1981: a fost consilier tehnic, apoi directoare adjunctă a cabinetului lui Jean Auroux, ministrul Muncii.
- 1983-1984: a fost însărcinată cu misiuni pe lângă Pierre Bérégovoy, ministrul Afacerilor Sociale și al Solidarității Naționale.
- 1984-1987: a fost directoare a relațiilor de muncă la Ministerul Muncii, Ocupării Forței de Muncă și Formării Profesionale, apoi la Ministerul Afacerilor Sociale și Ocupării Forței de Muncă.
- 1987: a devenit maestru al cererilor la Consiliul de Stat.
- 1989-1991: a fost directoare generală adjunctă a grupului Péchiney.
- 1991-1993: a fost ministru al Muncii, Ocupării Forței de Muncă și Formării Profesionale în guvernele Cresson și Bérégovoy.
- 1993-1997: a fost președintă fondatoare a Fundației „Agir contre l'exclusion”.
- 1995-2001: a fost prim-adjunct al primarului orașului Lille, responsabilă de acțiunea economică, și vicepreședintă a comunității urbane Lille.
- 1997: a devenit deputată în a cincea circumscripție a regiunii Nord.
- 1997-2000: a fost ministru al Ocupării Forței de Muncă și a Solidarității în guvernul Jospin.
- 2000-2008: a fost membră a biroului național al Partidului Socialist (secretară națională responsabilă de proiect în perioada 2000-2005, apoi de afaceri sociale și ocuparea forței de muncă până în 2008).
- Din 2001: este primar al orașului Lille, președintă a Institutului Pasteur din Lille și președintă a Centrului Hospitalier Universitar Regional (CHRU).
- 2001-2008: a fost vicepreședinte al comunității urbane Lille responsabilă de dezvoltarea economică.
- 2006: a fost consilier de stat în serviciu obișnuit (în afara turei), în disponibilitate.
- 2008-2014: a fost președinte a comunității urbane Lille.
- 2008-2012: a fost prim-secretar al Partidului Socialist.
- 2010-2011; 2012-2013; din 2022: este președinte al eurometropolei Lille-Kortrijk-Tournai[1].
- 2011-2012: a fost vicepreședinte al eurometropolei Lille-Kortrijk-Tournai.
- Din 2015: este membră a biroului național al Partidului Socialist.

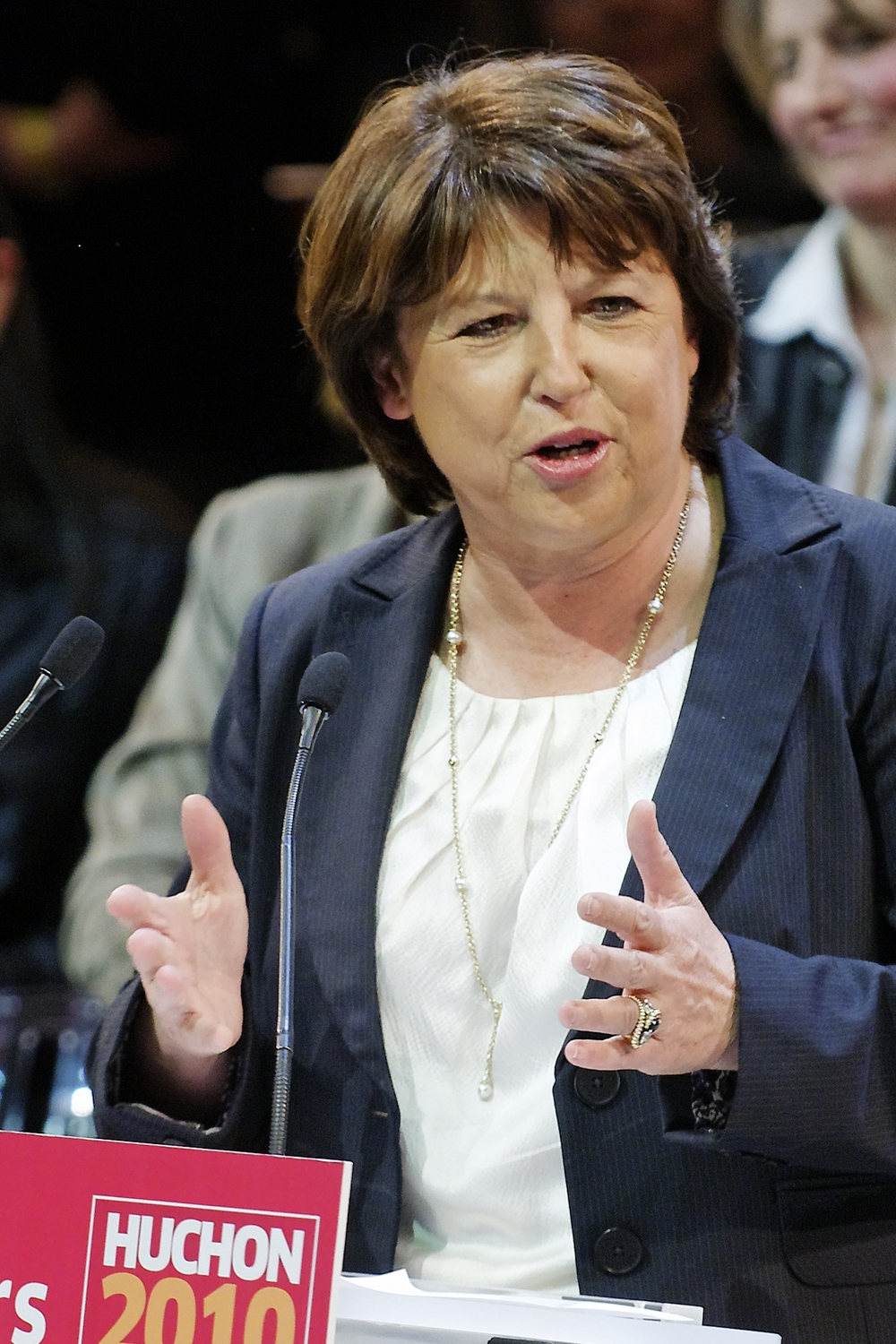
Martine Aubry în timpul campaniei pentru alegerile regionale din 2010.